# C'est ça la France
C'est ça la France est une chanson interprétée par Marc Lavoine, parue en 1996 sur l'album Lavoine Matic. Le single est sorti le 4 novembre 1996.
La musique est composée par Jean-Claude Arnault, les arrangements sont de Michel Cœuriot, le texte est écrit par Marc Lavoine.
Le clip, réalisé par Sylvain Bergère, est victorieux dans la catégorie Vidéo-clip à la 12e cérémonie des Victoires de la musique en 1997.

## Analyse
C'est un « jouissif et ironique hymne à la France », en total décalage avec le titre éponyme de Rika Zaraï paru en 1974. Une journaliste, Marie-Ève Barbier, remarque : « On peut écouter la chanson de Marc Lavoine C'est ça la France comme une sorte d'hommage à Jean Ferrat et à sa célèbre Ma France. À l'image de son devancier, Marc Lavoine y célèbre la France des travailleurs, et notamment celle de « 36 à soixante-huit chandelles », et exhorte chacun de ne pas oublier les trois mots finissant en « -té » et sur lesquels reposent les fondements de la République. Question de goût pour la liberté, l'égalité et la fraternité sans doute. »
En 2002, Lavoine revendique son engagement pour une France en fête : « Lorsque j'ai écrit C'est ça la France, en 1995, je concevais cette chanson comme une fête. Parce qu'elle parle de tous ceux qui ont fait la France, de Bergson à Picasso, de Mimoun à Platini, et parce que je suis le papa d'un petit garçon métis. » En 2010, il dit encore: « Je ressens une certaine résonance auprès du public lorsque je chante ce morceau écrit en 1996. Notre pays s'est construit sur la diversité culturelle. L'identité nationale, c'est la lutte contre toutes les discriminations. Cette chanson rappelle, sans jugement ni complaisance, qu'on n'échappe pas à notre histoire ».

## Reprises
En 2000, le chanteur de rap Disiz la Peste s'inspire du titre dans sa propre chanson C'est ça, la France (parue sur l'album Le Poisson rouge).
En 2015, C'est ça la France, chantée en duo avec Garou, ouvre à Paris les trente heures de direct sur les chaînes publiques du 29e Téléthon.
En 2016, il enregistre un duo avec Gaëtan Roussel pour l'émission Clap Hands sur RTL2.
En 2018, Florent Pagny reprend le titre sur son album Tout simplement.